# Škofija Churchill-Baie d'Hudson
Škofija Churchill-Baie d'Hudson je rimskokatoliška škofija s sedežem v La Verendryeju (Manitoba, Kanada).

## Geografija
Škofija zajame področje 2.300.000 km² s 27.500 prebivalci, od katerih je 7.950 rimokatoličanov (28,9 % vsega prebivalstva).
Škofija se nadalje deli na 17 župnij.

## Škofje
- Marc Lacroix (29. januar 1968-25. oktober 1968)
- Omer Alfred Robidoux (7. marec 1970-12. november 1986)
- Reynald Rouleau (15. maj 1987-danes)